# Paredes de Viadores
Paredes de Viadores is een plaats (freguesia) in de Portugese gemeente Marco de Canaveses en telt 1185 inwoners (2001).